# Kielich Tytana
Kielich Tytana (ang. The Titan’s Goblet) – obraz olejny urodzonego w Anglii amerykańskiego pejzażysty Thomasa Cole’a. Namalowany w 1833 roku jest przypuszczalnie najbardziej enigmatycznym z alegorycznych lub fikcyjnych scenerii krajobrazowych Cole’a. Jest dziełem, które „wymyka się pełnemu wyjaśnieniu”. Od 1904 roku znajduje się w zbiorach Metropolitan Museum of Art jako dar Samuela Putnama Avery’ego (syna).

## Okoliczności powstania
Datowany na 1833 rok Kielich Tytana został prawdopodobnie namalowany latem lub wczesną jesienią tego samego roku. W tym czasie Cole już otrzymał zamówienie od swojego nowego sponsora Lumana Reeda na dużą Włoską scenerię (obecnie w New-York Historical Society), ale również zaczął czynić przygotowania do namalowania cyklu Dzieje imperium. Amerykański historyk Henry Theodore Tuckerman zanotował, że pierwotnie Kielich Tytana należał do Reeda, ale być może Cole wysłał mu swoje płótno tylko w celu akceptacji (według uwagi innego historyka sztuki, Howarda Sutermeistera Merritta). Gdy Reed zwrócił Cole’owi obraz, znalazł on szybko innego właściciela w osobie Jamesa J. Mapesa, który wyraził zgodę na wystawienie go w 1834 w National Academy of Design.
Cole wysłał swój obraz Reedowi w czasie, gdy miał w planach namalowanie większej ilości obrazów dla jego galerii. Ponieważ Reed kolekcjonował obrazy Starych Mistrzów, a wśród nich Martwą naturę z kielichem i cytryną holenderskiego malarza barokowego Willema van Aelsta, więc Cole, który był częstym jego gościem, być może namalował Kielich Tytana jako własną odpowiedź pejzażysty na martwą naturę jako gatunek malarski. Oba obrazy wykazują podobieństwa: centralnym motywem obrazu van Aelsta jest przezroczysty, szklany kielich, oba obrazy mają orientację pionową, a naczynia do picia usytuowane są na nich mimośrodowo.

## Opis

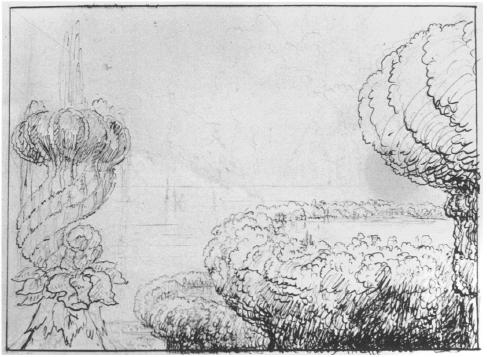
Thomas Cole, Niesamowita fontanna i zbiorniki wodne z widokiem na morze, 1832–1833 (rysunek piórem i ołówkiem), Sketchbook No. 2, Detroit Institute of Arts

Obraz przedstawia kielich, którego trzon i krawędzie czary oplata bujna roślinność. Na krawędzi czary znajdują się antyczne ruiny, a na powierzchni wypełniającej ją wody pływają łodzie żaglowe. Obraz, będący kulminacją romantycznych fantazji Cole’a, stanowi oddźwięk innych jego prac pochodzących z okresu, w którym malował on włoskie scenerie próbując zilustrować tematy związane ze wspaniałością przeszłości, z upływem czasu i wdzieraniem się natury. Spośród często malowanych, fantazyjnych pejzaży Kielich Tytana jest być może najbardziej zagadkowy. Główny motyw obrazu, kielich, wyewoluował ze szkiców wykonanych przez Cole’a w 1832 roku, przedstawiających dziwaczne, spowite listowiem fontanny, inspirowane najwidoczniej rzeczywistymi fontannami, które artysta widział we Florencji, Rzymie i Tivoli; możliwe, że inspirował się on też przypominającymi misę jeziorami wulkanicznymi znajdującymi się niedaleko Rzymu, jak Nemi i Albano. Próby interpretacji tego obrazu nawiązują do mitologii nordyckiej lub greckiej.

## Interpretacje

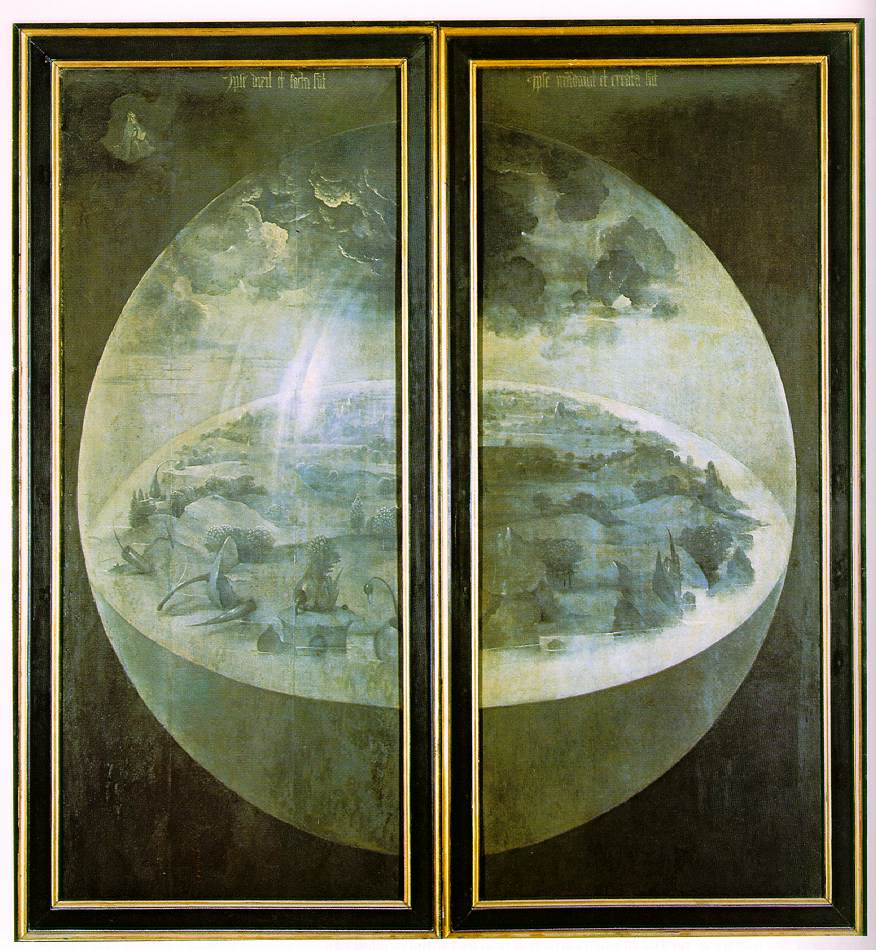
Zewnętrzna powierzchnia skrzydeł tryptyku Ogród rozkoszy ziemskich Hieronima Boscha

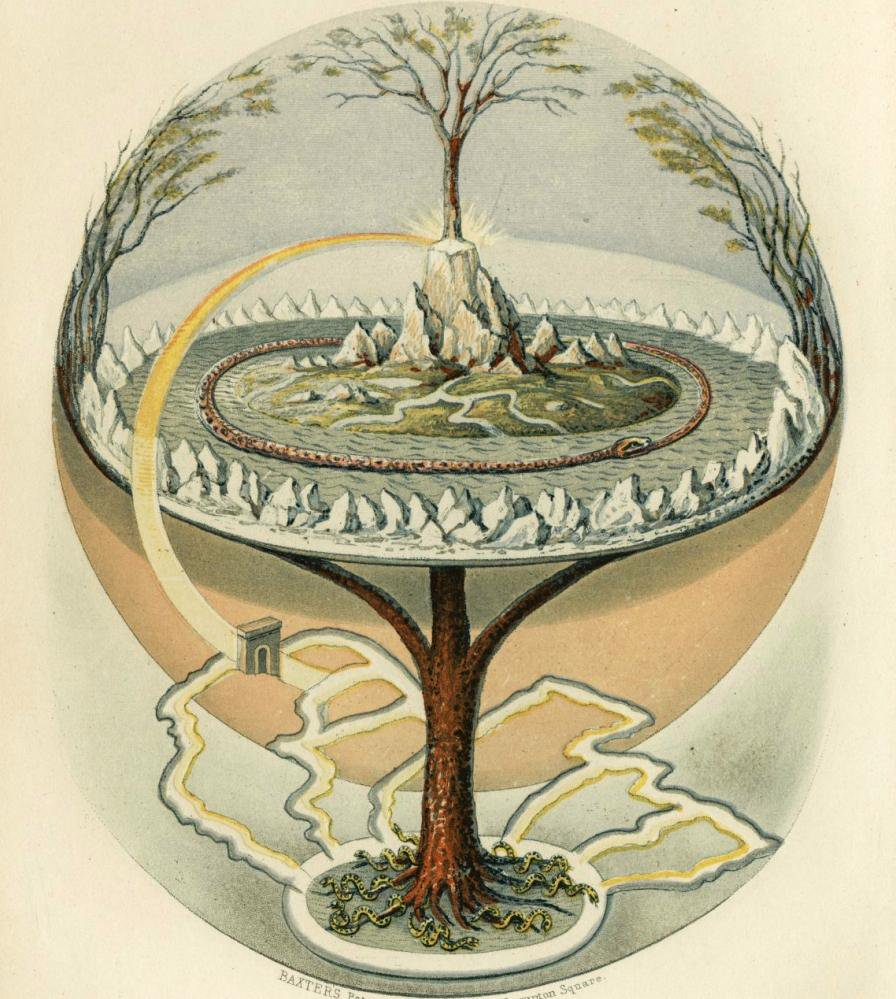
Oluf Olufsen Bagge, wyobrażenie Yggdrasila – ilustracja z Northern Antiquities, angielskiego tłumaczenia Eddy z 1847

Kielich Tytana jest jedyną w swoim rodzaju, najbardziej niezwykłą kompozycją pejzażową Cole’a. Wprawdzie artysta sporządził wiele fantazyjnych rysunków przedstawiających powierzchnię księżyca lub widoki Ziemi z perspektywy kosmosu, ale nigdy nie powtórzył tych prób w formie obrazów olejnych, przeznaczonych do oglądania.
Różnica proporcji pomiędzy kielichem a krajobrazem jest tak nieoczekiwana i zaskakująca, że ten obraz, jako jedyny amerykański obraz powstały przed XX wiekiem, został w sposób naturalny włączony do wystawy „Fantastic Art, Dada, Surrealism” w Museum of Modern Art w 1936 roku.
Na pierwszy rzut oka wielkość kielicha Cole’a może przypominać inne ogromne, kamienne przedmioty, pozostawione przez wcześniejsze istoty, zgodnie z grecką mitologią. Tytuł wybrany dla obrazu miał wywołać poczucie wielkiej odległości w czasie między stworzeniem tego naczynia do picia a obecnym wiekiem, kiedy ziemia jest zamieszkana wyłącznie przez ludzi. Nastrój retrospekcji, uroczystej zadumy, melancholii jest wzmocniony przez zachodzące słońce, romantyczny symbol upływającego czasu. W dodatku do tej poetyki, jednak obraz mitycznego kielicha, samotnie stojącego na tle odległego krajobrazu, jest przedstawiony z tak nieodpartą siłą, że staje się symbolem.
Obraz jako taki zdaje się sugerować interpretację kosmologiczną. Z jednej strony mógłby być porównany do grisaille na zewnętrznej stronie skrzydeł tryptyku Hieronima Boscha Ogród rozkoszy ziemskich, czy raczej świata po Potopie (według sugestii Ernsta Gombricha). Jednak czara kielicha na obrazie Cole’a nie stanowi nawet połowy przezroczystej sfery z dzieła Boscha, a odnośne role ziemi i wody zostały odwrócone. Ponadto płótno Cole’a nie zawiera wizerunku Boga-Ojca w narożniku (jak u Boscha), w celu nadania dziełu religijnej symboliki. Cole, który często opatrywał swoje najważniejsze kompozycje literackim komentarzem, w tym wypadku nie pozostawił żadnej wskazówki.
W 1885 roku Theophilus Stringfellow Jr. zasugerował, że Kielich Tytana mógłby stanowić subtelne nawiązanie do drzewa świata, a szczególnie do Yggdrasila z mitologii nordyckiej. Ta sama interpretacja została powtórzona, gdy obraz został w 1904 roku wystawiony na sprzedaż przez nowojorską Anderson Auction Company. Autor komentarza napisał wówczas o „duchowej idei w centrum obrazu, przekazującej piękną nordycką teorię, że życie i świat są tylko drzewem z rozgałęzionymi konarami, podtrzymującymi ocean usiany żaglami, otoczony gęstymi lasami i roślinnością, pośród których widoczne są greckie ruiny i współczesny włoski budynek, typowy dla antycznej i współczesnej cywilizacji”. Autor komentarza odwołał się tu do wyobrażenia Yggdrasila, zawartego w tomie III dzieła Finnura Magnússona Eddalæren og dens oprindelse (1825). Charakterystyczne jest jednak, że do motywu Yggdrasila nie nawiązał przyjaciel i biograf Cole’a, Louis Noble.

## Dzieje obrazu
Pierwszym właścicielem obrazu stał się w 1834 roku James J. Mapes z Nowego Jorku. Sprzedał on obraz w 1863 roku Johnowi M. Falconerowi z Brooklynu, a ten z kolei Samuelowi Putnamowi Avery’emu 28–29 kwietnia 1904 roku (za pośrednictwem nowojorskiej Anderson Auction Galleries). Avery jeszcze w tym samym roku przekazał obraz w darze Metropolitan Museum of Art.